# エステルゴム大聖堂

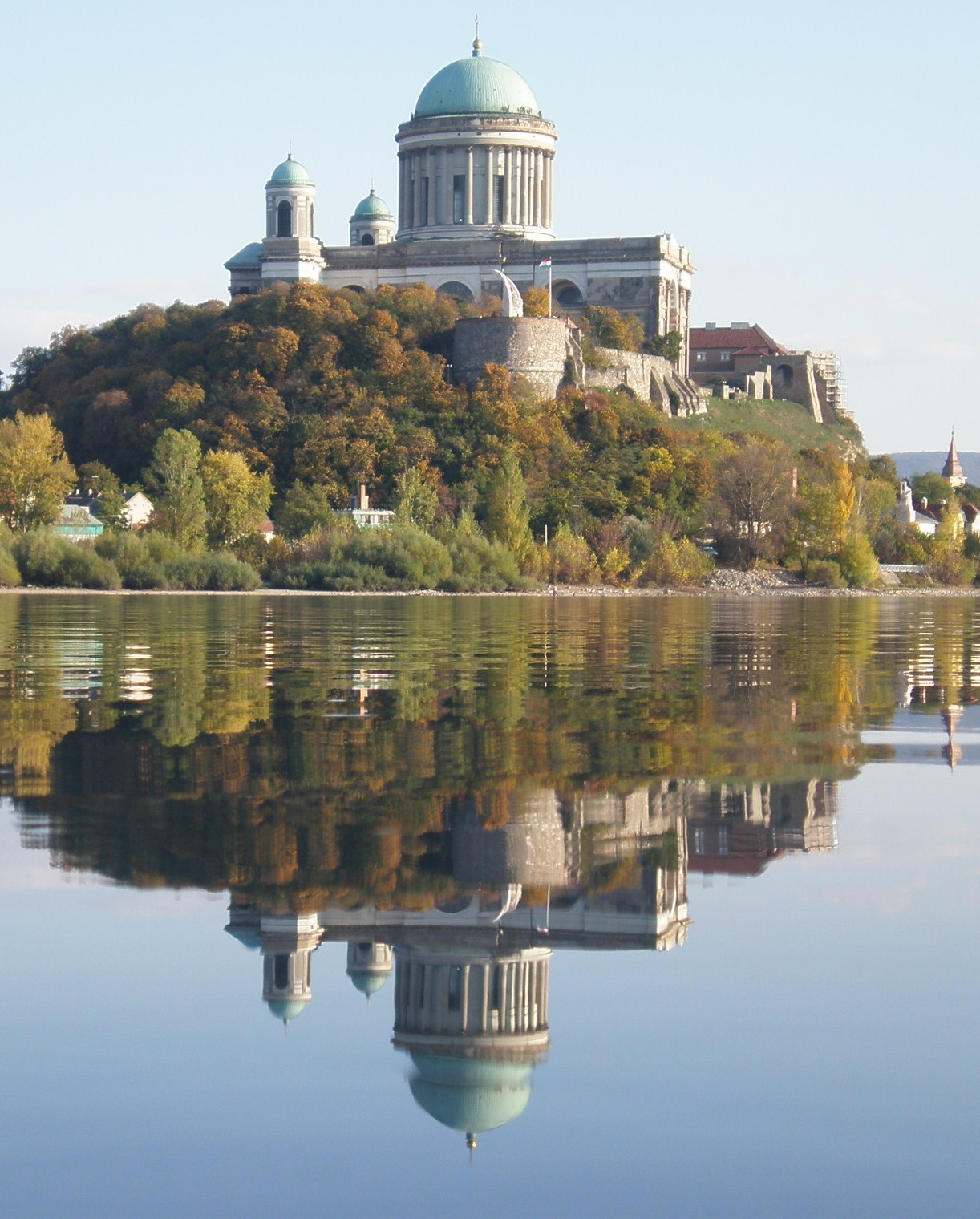
エステルゴム大聖堂

エステルゴム大聖堂（えすてるごむだいせいどう、洪:Esztergomi Bazilika）とは、ハンガリーのエステルゴムにある大聖堂。

## 概要

### 初代の大聖堂
1000年頃、ハンガリー国王イシュトヴァーン1世により聖アダルベルトの教会として建設される。
その後12世紀に火災で焼失、修築されるもトルコ軍の襲撃により破壊されたという。

### 現在の大聖堂
1822年に建設を開始したが、1848年革命等で中断され、結局は1869年に完成した。

## 収蔵品等
- 祭壇画「聖母マリアの被昇天」 - ミケランジェロ・グレコレッティ作、キャンバスに描かれた絵としては世界最大級。
- マーチャーシュ1世のクロス
- セーチの聖杯